# Natsuho Arakawa
Natsuho Arakawa (jap. 荒川 夏帆 Arakawa Natsuho; * 3. September 1997 in Nerima (ugs. Tokio), Tokio) ist eine japanische Tennisspielerin.

## Karriere
Arakawa spielt überwiegend Turniere auf der ITF Women’s World Tennis Tour, wo sie bislang sechs Doppeltitel gewann.

### College Tennis
Arakawa spielte 2016 bis 2017 für die Damentennismannschaft der Razorbacks der University of Arkansas und von 2017 bis 2020 für die Huskies der University of Washington.

## Turniersiege

### Doppel
| Nr. | Datum             | Turnier  | Kategorie | Belag     | Partnerin        | Finalgegnerinnen                  | Ergebnis          |
| --- | ----------------- | -------- | --------- | --------- | ---------------- | --------------------------------- | ----------------- |
| 1.  | 23. Oktober 2021  | Monastir | ITF W15   | Hartplatz | Luksika Kumkhum  | Mana Ayukawa Tamira Paszek        | 6:4, 6:2          |
| 2.  | 27. November 2021 | Monastir | ITF W15   | Hartplatz | Lisa-Marie Rioux | Kim Cherry Ng Man-ying            | 2:6, 6:1, [10:6]  |
| 3.  | 22. Januar 2022   | Cancun   | ITF W15   | Hartplatz | Hina Inoue       | Julie Belgraver Jade Bornay       | 6:4, 7:5          |
| 4.  | 28. Mai 2022      | Netanya  | ITF W25   | Hartplatz | Haruna Arakawa   | Emilie Lindh Nicole Nadel         | 6:2, 6:4          |
| 5.  | 13. April 2024    | Osaka    | ITF W35   | Hartplatz | Miho Kuramochi   | Lizette Cabrera Dalayna Hewitt    | 6:4, 3:6, [10:7]  |
| 6.  | 4. Mai 2024       | Monastir | ITF W15   | Hartplatz | Hiromi Abe       | Aixirefu Aitiyaguli Xiao Zhenghua | 3:6, 7:63, [10:3] |

## Persönliches
Natsuho Arakawa besuchte die Kashiwa Nittai Highschool.